# Orthoperus brunneus
Orthoperus brunneus är en skalbaggsart som först beskrevs av Thomas Casey 1900.  Orthoperus brunneus ingår i släktet Orthoperus och familjen punktbaggar. Inga underarter finns listade i Catalogue of Life.